# 金陵女子学院
金陵女子学院前身可以追溯到创立于1913年的金陵女子大学，在前金陵女大校长吴贻芳倡议下于1987年依托南京师范大学成立。

## 相关组织
- 金陵女子大学
- 南京师范大学

### 友校
- 新北市私立金陵女子高級中學